# Ernst Cohen
Ernst Julius Cohen (n. 7 martie 1869 la Amsterdam - 5 martie 1944 asasinat prin gazare în Lagărul de exterminare Auschwitz) a fost un chimist neerlandez de etnie ebraică, cunoscut pentru studiile sale în domeniul alotropiei metalelor.
A studiat chimia cu profesori ca: Svante Arrhenius la Stockholm, Henri Moissan la Paris și Jacobus van't Hoff la Amsterdam.
În 1893 a devenit asistentul lui van't Hoff, iar în 1902 a preluat catedra de Chimie fizică de la Universitatea din Utrecht, funcție pe care a deținut-o până la retragerea sa din activitate (în 1939).
Printre domeniile sale de cercetare se pot enumera: alotropia cositorului, chimia fotografică, electrochimia, chimia materialelor piezoelectrice, istoria științei.
În 1926 devine membru străin al Royal Society.